# Bimbo
Bimbo (također i Bimo) grad je u Srednjoafričkoj Republici. Nalazi se 15 km od glavnog grada Banguija, uz granicu s Demokratskom Republikom Kongo. Sjedište je prefekture Ombella-M'Poko.
Godine 2003., Bimbo je imao 124.176 stanovnika, čime je bio drugi grad po brojnosti u državi.